# Ženski odbojkaški klub Partizan
Lo Ženski odbojkaški klub Partizan è una società pallavolistica femminile serba con sede a Belgrado, militante nel massimo campionato serbo, la Superliga, e facente parte dell'omonima polisportiva.

## Storia
Lo Ženski odbojkaški klub Partizan viene fondato nel 1946 all'interno dello Sportsko Društvo Partizan. La squadra partecipa al campionato jugoslavo, vincendo ben cinque scudetti nel corso degli anni cinquanta ed altri tre negli anni sessanta; dopo la fondazione della Coppa di Jugoslavia, il club si aggiudica le prime due edizioni del trofeo. Nel 1972 la squadra viene sciolta.
Il club viene poi rifondato nel 2013 ed in seguito alla fusione con l'Odbojkaški klub Vizura ottiene il diritto di giocare nella Superliga serba, debuttandovi così nel campionato 2013-14: nel corso della stagione il Partizan si aggiudica prima la Supercoppa serba e poi lo scudetto, mentre perde la finale di Coppa di Serbia; in tutte e tre le finali la squadra è impegnata in un derby cittadino contro la Stella Rossa. Il club viene sciolto nuovamente nel 2014, quando termina la collaborazione tra il Partizan ed il Vizura, che torna a disputare la Superliga.
Nel 2016 la società viene rifondata una seconda volta su iniziativa di Željko Tanasković e nuovamente affiliata allo Sportsko Društvo Partizan, ricostituendo sia le formazioni giovanili che la prima squadra, con quest'ultima che riparte dalle serie minori. Al termine della prima stagione si guadagna il diritto di partecipare alla Prva Liga B; tuttavia, in seguito alla fusione fra Zrenjanin 023 e Klek Srbijašume che lascia vacante un posto in Superliga, il Partizan presenta la migliore offerta per il ripescaggio ed viene quindi ammessa al massimo campionato serbo per la stagione 2017-18.

## Rosa 2017-2018
| N° | Nome                  | Ruolo | Data di nascita   | Nazionalità sportiva |
| -- | --------------------- | ----- | ----------------- | -------------------- |
| 1  | Danijela Stojanović   | P     | 2 giugno 1989     | Serbia               |
| 2  | Maja Trajković        | O     | 11 maggio 1994    | Serbia               |
| 4  | Ana Jakšić            | C     | 16 gennaio 1986   | Serbia               |
| 5  | Olga Erceg            | P     | 31 dicembre 1986  | Serbia               |
| 6  | Ana Drobnjak          | C     | 2 gennaio 2002    | Serbia               |
| 7  | Aleksandra Georgijeva | S     | 15 febbraio 2002  | Bulgaria             |
| 8  | Minja Tasić           | S     | 10 settembre 1996 | Serbia               |
| 9  | Vanja Matić           | C     | 4 marzo 1990      | Serbia               |
| 10 | Jelena Medarević      | P     | 24 luglio 1992    | Serbia               |
| 11 | Milena Spremo         | C     | 9 giugno 1994     | Serbia               |
| 12 | Jovana Ćirković       | S     | 14 febbraio 2003  | Serbia               |
| 13 | Bojana Surla          | O     | 19 aprile 1999    | Serbia               |
| 14 | Nadica Dragutonović   | L     | 3 maggio 1995     | Serbia               |
| 15 | Tara Taubner          | C     | 11 gennaio 2002   | Serbia               |
| 16 | Andrijana Šejat       | S     | 16 ottobre 1996   | Serbia               |
| 17 | Jelena Vujković       | L     | 27 agosto 2000    | Serbia               |
| 18 | Aleksandra Petrović   | C     | 7 dicembre 1999   | Serbia               |
| 19 | Ana-Marija Jonjev     | P     | 1º gennaio 2000   | Serbia               |
| 20 | Katarina Raičević     | O     | 25 luglio 1994    | Serbia               |

## Palmarès
- Campionato jugoslavo: 8

1952, 1955, 1956, 1957, 1958, 1960, 1961, 1967-68
- Campionato serbo: 1

2013-14
- Coppa di Jugoslavia: 2

1959, 1960
- Supercoppa serba: 1

2013